# DJ Antoine
DJ Antoine (справжнє ім'я — Антуан Конрад; народився 23 червня 1975) — швейцарський діджей. Дуже популярний на батьківщині, з 2000 року його релізи регулярно входили в першу десятку хіт-параду Швейцарії, а чотири з них займали перше місце.

## Життєпис
Його кар'єра почалася 1995 року, коли він відкрив свій клуб під назвою House Café в місті Базель.
Разом зі своїми друзями 1995 року відкриває власний магазин вінілу. Потім засновує фірму з продажу вінілу. Але у зв'язку із загальним скороченням попиту на пластинковий ринку 2003 року Antoine змушений закрити своє підприємство разом з трьома магазинами.
1998-го випускає свій перший альбом «DJ Antoine — The Pumpin' House Mix». 2000 року альбом «Houseworks 1» виграє першу золоту нагороду.
Навесні 2002-го Антуан організує спільний проєкт з Pacco Rabanne.
2006-го Antoine випускає альбом «DJ Antoine — Live in Moscow» і сингл «This Time».[неавторитетне джерело] 2008-го Антуан випускає альбом DJ Antoine-Stop!". У піснях альбому він виступає проти насильства серед неповнолітніх, закликаючи до захисту дітей.
Навесні 2009 року цей альбом отримує нагороду «Best National Dance Album»28[джерело?].
2010-го його альбом «DJ Antoine — 2010» отримує статус платинової платівки.[неавторитетне джерело]
Невеликим подією в кар'єрі DJ Antoine є спільна робота з российким співаком, одним з учасників Фабрики зірок -Тіматі та Kalenna Harper (Dirty Money) над синглом «Welcome to St. Tropez», який вийшов у Німеччині та Австрії на танцювальному лейблі «Kontor Records».
Антуану належить студія звукозапису, букінгове та івент-агентство, Global Production GmbH, яку він створив разом зі своїм другом і колегою Fabio Antoniali, відомим під псевдонімом DJ Mad Mark. З 2014 року — член журі німецького кастинг-шоу «Німеччина шукає суперзірку» (Deutschland sucht den Superstar), що транслюється на каналі RTL. 2016 року вийшов його новий альбом "Provocateur.

## Особисте життя
DJ Antoine живе зі своїм сином Себастьяном на віллі в Швейцарії. Він описує себе, як суворий католик.

## Альбоми
- 2016 — DJ Antoine — Provocateur
- 2014 — DJ Antoine — 2014 We Are The Party
- 2013 — DJ Antoine — 2013 SKY IS THE LIMIT
- 2011 — DJ Antoine — Welcome To DJ Antoine: Remixed
- 2011 — DJ Antoine — 2011: Remixed
- 2011 — DJ Antoine — Welcome To DJ Antoine
- 2011 — DJ Antoine — 2011
- 2010 — DJ Antoine — WOW
- 2010 — DJ Antoine — Remixed Album — 2010
- 2010 — DJ Antoine — 2010
- 2009 — DJ Antoine — 17900
- 2009 — DJ Antoine — Villa Houseworks
- 2009 — Club sounds Vol. 50
- 2009 — DJ Antoine — SUPERHERO?
- 2009 — Houseworks Megahits 3
- 2008 — Live in Bangkok
- 2008 — DJ Antoine — 2008
- 2008 — DJ Antoine — STOP! (Реліз відбувся в травні 2008 року. Кращий з треків альбому дістався до 4 позиції швейцарського чарту і протримався там протягом 5 тижнів)
- 2007 — Vive La Révolution?
- 2007—2007 Mainstation
- 2007 — Jealousy (Nach 4 Tagen Gold)
- 2006 — Live in Moscow
- 2006—2006 Mainstation
- 2006 — Live in St. Tropez
- 2006 — Houseworks 6 — Makes Me Cum
- 2005 — Live In Dubai
- 2005 — Mainstation 2005
- 2005 — The Black Album (Реліз відбувся в квітні 2005 року. Найкращий з треків альбому дістався до 11 позиції швейцарського чарту і протримався там протягом 11 тижнів)
- 2004 — Houseworks 5 — Skrew U, i'm a V. I. P.
- 2004—2004 Mainstation
- 2004—100 % DJ Antoin (Реліз відбувся в квітні 2004 року. Найкращий з треків альбому дістався до 6 позиції швейцарського чарту і протримався там протягом 13 тижнів)
- 2003 — Houseworks 4 — Winter Anthems
- 2003 — Live @ CSD
- 2003—2003 Mainstation
- 2003 — Summer Anthems (Реліз відбувся в квітні 2003 року. Кращий з треків альбому дістався до 5 позиції швейцарського чарту і протримався там протягом 12 тижнів.)
- 2002 — Houseworks Presents Ultraviolet (Реліз відбувся в листопаді 2002 року. Найкращий з треків альбому дістався до 6 позиції швейцарського чарту і протримався там протягом 13 тижнів)
- 2002 — DJ Antoine @ Mainstation 2002
- 2002 — DJ Antoine @ Lakeparade 2002
- 2002 — DJ Antoine (Реліз відбувся в лютому 2002 року. Найкращий з треків альбому дістався до 4 позиції швейцарського чарту і протримався там протягом 18 тижнів)
- 2001 — @Mainstation 2
- 2001 — Lake Parade 2001
- 2001 — Houseworks 2
- 2001 — Clubstar Presents Houseworks 2
- 2000 — Rave Park
- 2000 — @Mainstation 1 (Реліз відбувся в липні 2000 року. Найкращий з треків альбому добрався до 10 позиції швейцарського чарту і протримався там протягом тижня)
- 2000 — Houseworks 01 (Реліз відбувся в лютому 2000 року. Найкращий з треків альбому дістався до 19 позиції швейцарського чарту і протримався там протягом 18 тижнів)
- 1999 — Partysan 4
- 1998 — Partysan Live On The Boat
- 1998 — The Pumping' House Mix 1

## Сингли

##### 2016
- 2017 — La Vie en Rose (DJ Antoine vs Mad Mark)
- 2016 — London (feat. Timati)
- 2016 — Thank You (feat. Eric Lumiere)
- 2015 — Holiday (feat. Akon)
- 2015 — Woke Up Like This (feat. Storm)
- 2014 — Go With Your Heart (feat. Temara Melek)
- 2014 — Wild Side (feat. Jason Walker)
- 2014 — Light It Up
- 2014 — We Are The Party
- 2013 — Festival Killer
- 2013 — Bella Vita (DJ Antoine vs. Mad Mark)
- 2012 — Ma Chérie (DJ Antoine vs. Mad Mark 2k12) — Remixes (feat. The Beat Schüttler)
- 2011 — Amanama (Money) (feat.Timati)
- 2011 — Sunlight (feat.Tom Dice)
- 2011 — Welcome to St. Tropez (vs. Timati feat. Kalenna)
- 2011 — This Time 2011
- 2011 — One Day One Night
- 2010 — Ma Cherie (feat. The Beat Schüttler)
- 2009 — I Promised Myself
- 2009 — In My Dreams (Реліз відбувся 28 травня 2009 року на сайті Dance-Tunes.com)
- 2008 — Work Your Pussy
- 2008 — Underneath
- 2007 — The Roof (Is On Fire)
- 2007 — This Time
- 2006 — Global Brothers vs. D-Luxe — Tell Me Why
- 2006 — Arabian Adventure
- 2005 — Take Me Away (DJ Antoine vs. Mad Mark)
- 2005 — All We Need (Реліз відбувся в квітні 2005 року. Найкращий з треків альбому дістався до 40 позиції швейцарського чарту і протримався там протягом 9 тижнів)
- 2004 — Back & Forth
- 2003 — You Make Me Feel
- 2002 — Las Vegas Gamblers — Beautiful Night
- 2002 — Take It Or Leave It (DJ Antoine ft.Eve Gallagher) (Реліз відбувся в лютому 2002 року. Найкращий з треків альбому дістався до 70 позиції швейцарського чарту і протримався там протягом 5 тижнів)
- 2001 — Discosensation (DJ Antoine vs. Mad Mark) (Реліз відбувся в лютому 2001 року. Найкращий з треків альбому дістався до 70 позиції швейцарського чарту і протримався там протягом 3 тижнів)
- 2000 — Pizza Boys — La Chitara
- 1999 — Do It
- 1997 — Sound Of My Life

## Ремікси
- 2015 — Nek — Laura Non c'è (Dj Antoine Vs Mad Mark Remix)
- 2014 — Timati feat. FloRida — I don't Mind
- 2011 — Timati feat. Kalenna Harper from Diddy — Dirty Money — Welcome to St. Tropez
- 2010 — DJ Smash — Птах
- 2008 — Robin S, Steve Angello & Laidback Luke — Show me Love (Similar to the real version but with added samples)
- 2008 — DJ Smash — Хвиля
- 2007 — Baschi — Wenn das Gott wüsst
- 2006 — Mischa Daniëls — Take Me Higher
- 2005 — Roger Sanchez — Turn On The Music
- 2005 — ATB — Believe In Me
- 2005 — Major Boys — Sunshine On My Mind
- 2004 — America — Wake Up
- 2003 — Mambana — Libre
- 2002 — Robin S — Show Me Love
- 2002 — Mary J. Blige — Dance For Me
- 2001 — The Disco Boys — Born to Be Alive
- 2001 — Nu Hope — i'll Be Back
- 2000 — Dominica — Gotta Let You Go
- 2000 — Groove Наркоманів — Music Is Life
- 2000 — TDN — Shame
- 1999 — Joey Negro — Must Be The Music
- 1998 — DJ Tatana — Summerstorm